# 넙도국민학교 마안분교
넙도국민학교 마안분교는 대한민국 전라남도 완도군 노화읍 마안도길 39(내리)에 있었던 국민학교 분교이다.

## 연혁
- 일자미상 넙도국민학교 마안분교 설립 인가
- 1961년 4월 1일 마안분교장 개교
- 1967년 4월 1일 도서벽지학교 '을'급 지정
- 1986년 1월 1일 도서벽지학교 '나'급 조정
- 1986년 3월 1일 폐교 및 넙도국민학교 통폐합